# Myrmecoptinus borneensis
Myrmecoptinus borneensis is een keversoort uit de familie klopkevers (Ptinidae). De wetenschappelijke naam van de soort werd in 1910 gepubliceerd door Maurice Pic.